# Liste der Monuments historiques in Cazarilh-Laspènes
Die Liste der Monuments historiques in Cazarilh-Laspènes führt die Monuments historiques in der französischen Gemeinde Cazarilh-Laspènes auf.

## Liste der Bauwerke
| Bezeichnung      | Beschreibung                  | Standort | Kennzeichnung | Schutzstatus | Datum | Bild           |
| ---------------- | ----------------------------- | -------- | ------------- | ------------ | ----- | -------------- |
| Kirche St-Martin | Erbaut im 11./12. Jahrhundert | (Lage)   | PA00094310    | Inscrit      | 1926  | weitere Bilder |

## Liste der Objekte

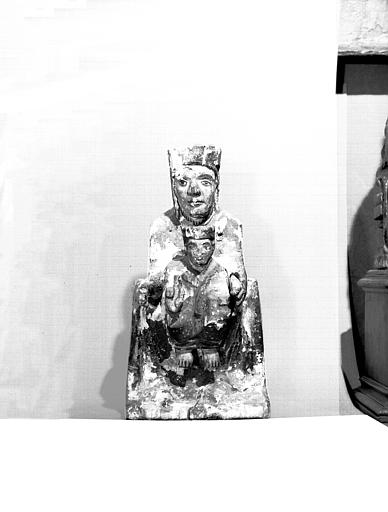
Skulptur Madonna mit Kind in der Kirche St-Martin (12./13. Jahrhundert)

- Monuments historiques (Objekte) in Cazarilh-Laspènes in der Base Palissy des französischen Kultusministeriums